# Municipio de Austin (Dakota del Norte)
El municipio de Austin (en inglés: Austin Township) es un municipio ubicado en el condado de Mountrail en el estado estadounidense de Dakota del Norte. En el año 2010 tenía una población de 37 habitantes y una densidad poblacional de 0,4 personas por km².

## Geografía
El municipio de Austin se encuentra ubicado en las coordenadas 48°8′59″N 102°14′00″O / 48.14972, -102.23333. Según la Oficina del Censo de los Estados Unidos, el municipio tiene una superficie total de 92.82 km², de la cual 92,38 km² corresponden a tierra firme y (0,48 %) 0,44 km² es agua.

## Demografía
Según el censo de 2010, había 37 personas residiendo en el municipio de Austin. La densidad de población era de 0,4 hab./km². De los 37 habitantes, el municipio de Austin estaba compuesto por el 97,3 % blancos, el 2,7 % eran asiáticos. Del total de la población el 0 % eran hispanos o latinos de cualquier raza.